# Saint-Cyprien (Corrèze)
Saint-Cyprien ist eine Gemeinde in Frankreich. Sie gehört zur Region Nouvelle-Aquitaine, zum Département Corrèze und zum Arrondissement Brive-la-Gaillarde. Nachbargemeinden sind Ayen im Nordwesten, Vars-sur-Roseix im Nordosten, Saint-Aulaire im Südosten und Perpezac-le-Blanc im Südwesten.

## Bevölkerungsentwicklung
| Jahr      | 1962 | 1968 | 1975 | 1982 | 1990 | 1999 | 2008 | 2012 |
| --------- | ---- | ---- | ---- | ---- | ---- | ---- | ---- | ---- |
| Einwohner | 240  | 201  | 197  | 190  | 242  | 248  | 331  | 385  |